# Orègue
Orègue (baskisch Oragarre) ist eine französische Gemeinde mit 517 Einwohnern (Stand 1. Januar 2022) im Département Pyrénées-Atlantiques in der Region Nouvelle-Aquitaine (vor 2016: Aquitanien). Die Gemeinde gehört zum Arrondissement Bayonne und zum Kanton Pays de Bidache, Amikuze et Ostibarre (bis 2015: Kanton Saint-Palais).
Die Bewohner werden Oragartar genannt.

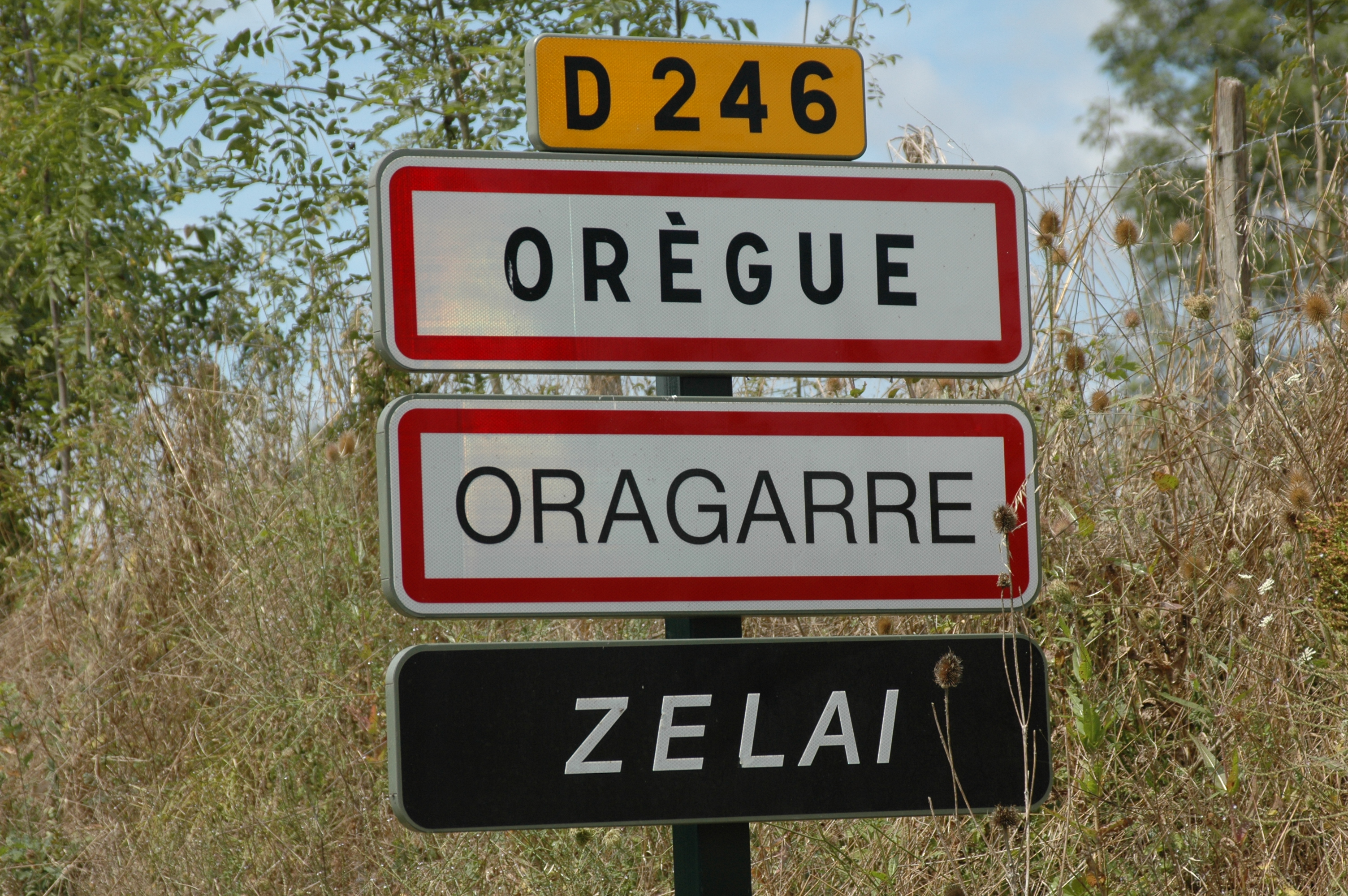
Ortseingangsschild

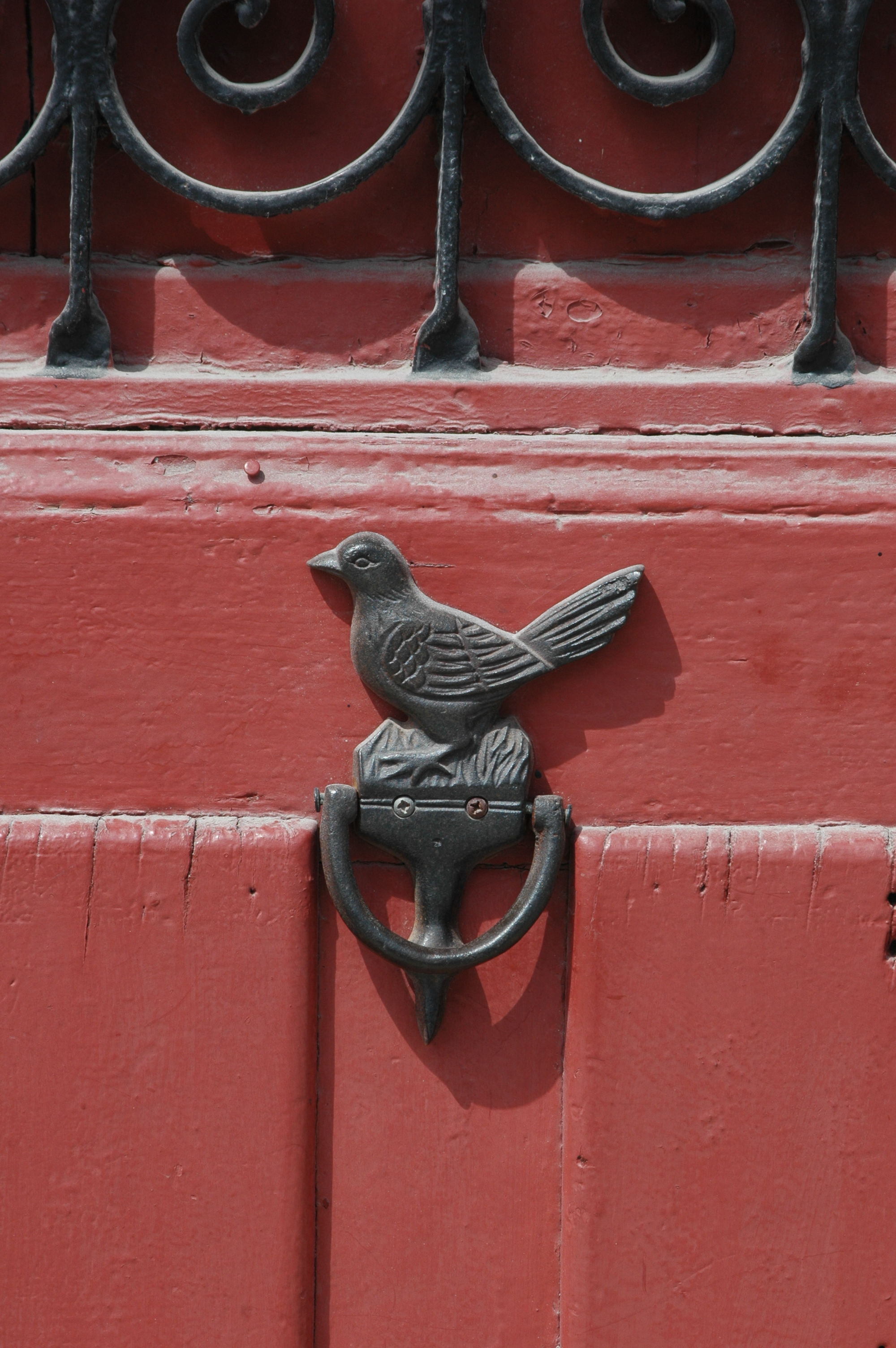
Türklopfer an einem Haus in Orègue

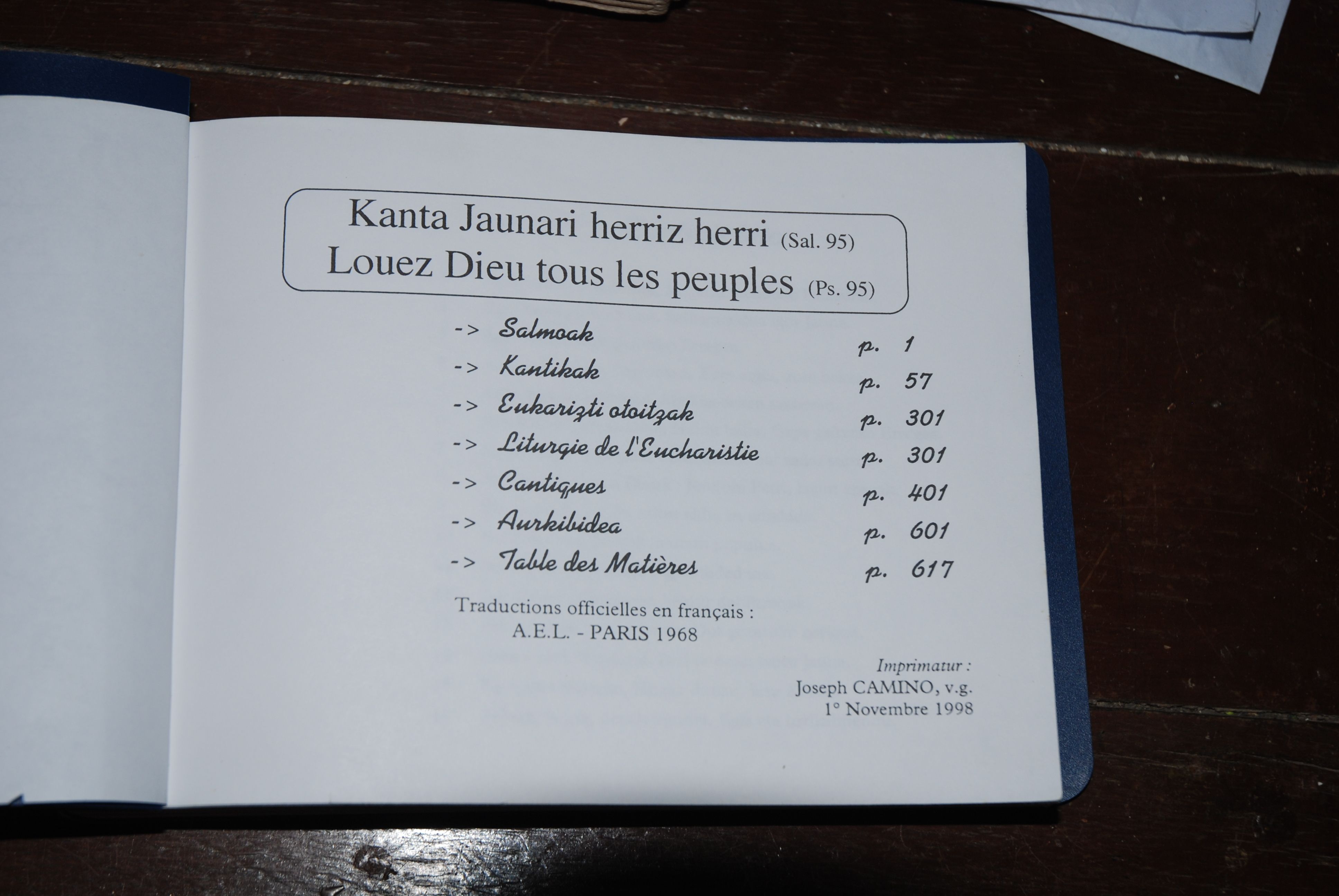
Messbuch in der Pfarrkirche von Orègue

## Geographie
Orègue liegt ca. 40 km südöstlich von Bayonne im historischen Landstrich Mixe (baskisch Amikuze) der historischen Region Nieder-Navarra im französischen Teil des Baskenlands.
Umgeben wird Orègue von den Nachbargemeinden:
|                                       | Bardos Bidache                              |                   |
| La Bastide-Clairence Ayherre Isturits | Kompassrose, die auf Nachbargemeinden zeigt | Arraute-Charritte |
| Saint-Martin-d’Arberoue               | Méharin                                     | Amorots-Succos    |

Orègue liegt im Einzugsgebiet des Flusses Adour. Der Lihoury, ein Nebenfluss der Bidouze, durchquert das Gebiet der Gemeinde zusammen mit seinen Zuflüssen,
- dem Isaakenbordako Erreka,
- dem Sustolako Erreka,
- dem Karabindegiko Erreka und seinem Nebenfluss,
  - dem Otsoerreka,
- der Arbéroue mit ihrem Nebenfluss,
  - dem Ruisseau de Jouan de Pès, und
- der Apatharena.[2]

## Geschichte
Die Grundherrenfamilie Oregai gab der Gemeinde ihren Namen. Bereits im Mittelalter unterstand das Dorf den Oregai, die dort ein Schloss besaßen. Aber es gab auch die Adelsfamilien Tartegarai und Izoste, die über mindestens drei Häuser und eine Wassermühle verfügten. Zu Beginn der Renaissance wandten sich diese Familien während der Hugenottenkriege gegen Jeanne d’Albret, Königin von Navarra. Diese Rebellion bezahlten sie, indem sie bis in ihre letzten Tage im Gefängnis verbrachten.
Toponyme und Erwähnungen von Orègue waren:
- Sanctus Johannes de Oleger (1160),
- Oreguer (1268),
- Orreguer (1316),
- Oreger (1350),
- Oreguer (1413),
- Oregay (1513, Urkunden aus Pamplona),
- Oregar (1621, nach Martin de Viscay),
- Oreguer (1665, Ständeversammlung von Navarra).
- Oregue (1750, 1793 und 1801, Karte von Cassini, Notice Communale bzw. Bulletin des Lois) und
- Orègue (1863, Dictionnaire topographique du département des Basses-Pyrénées).[4][5][6][7]

### Einwohnerentwicklung
Nach einem Höchststand von 1070 Einwohnern in der Mitte des 19. Jahrhunderts fiel die Einwohnerzahl bei kurzzeitigen Phasen der Erholung bis zu den 1980er Jahren auf ein Niveau von knapp 500 Einwohnern zurück, das bis heute gehalten wird.
| Jahr      | 1962 | 1968 | 1975 | 1982 | 1990 | 1999 | 2006 | 2009 | 2022 |
| --------- | ---- | ---- | ---- | ---- | ---- | ---- | ---- | ---- | ---- |
| Einwohner | 642  | 643  | 671  | 584  | 555  | 544  | 554  | 537  | 517  |

## Sehenswürdigkeiten

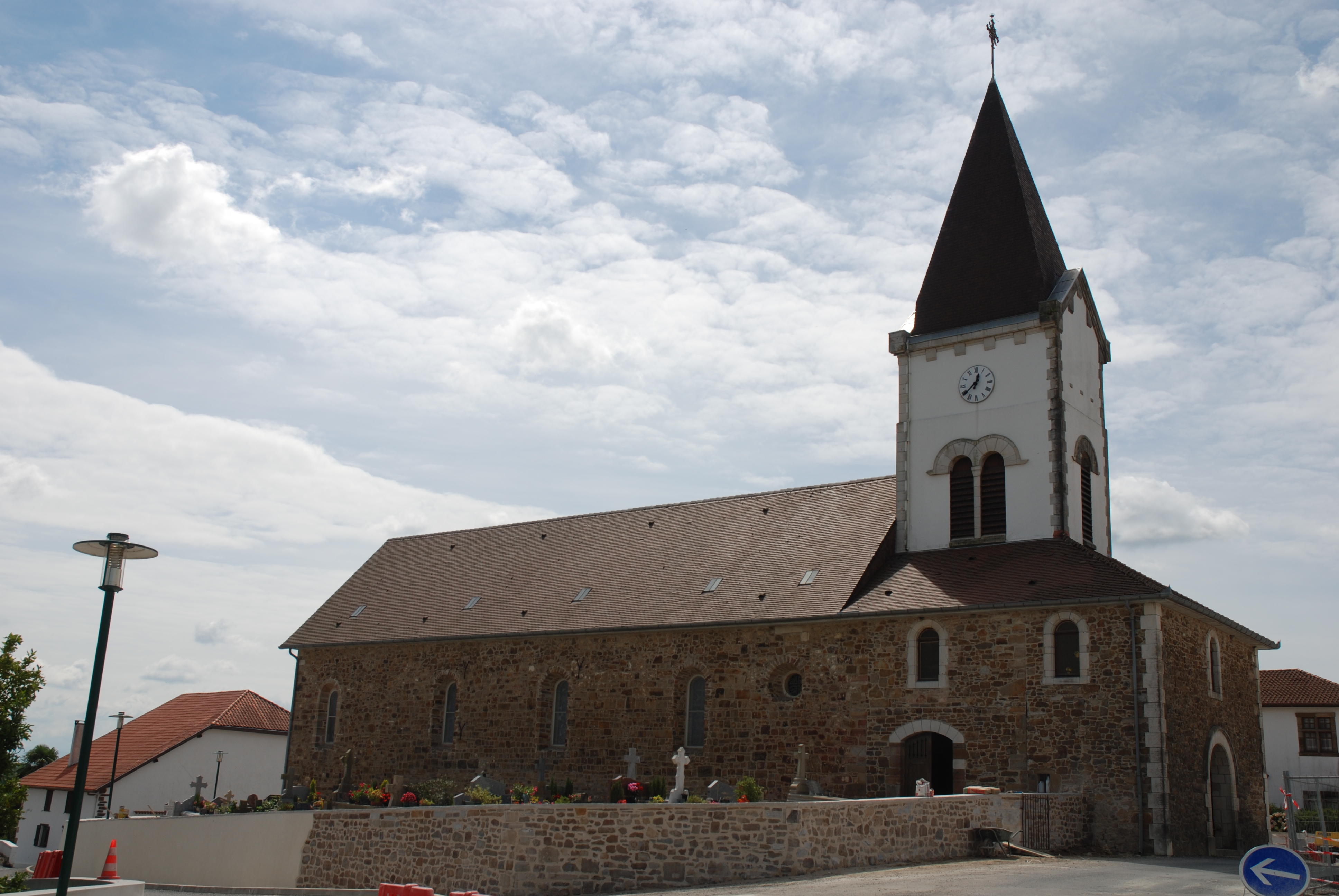
Pfarrkirche Saint-Jean-Baptiste

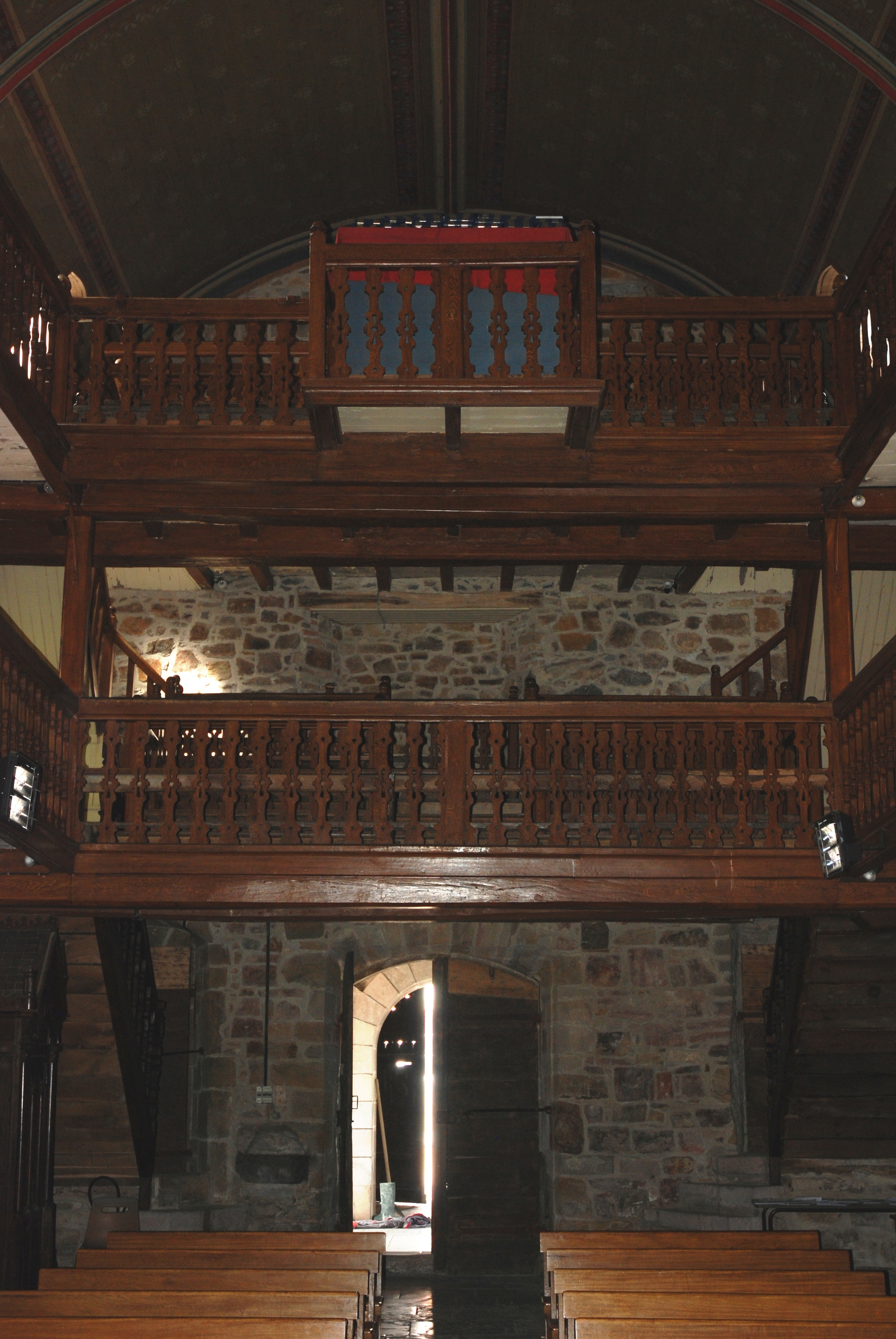
Empore

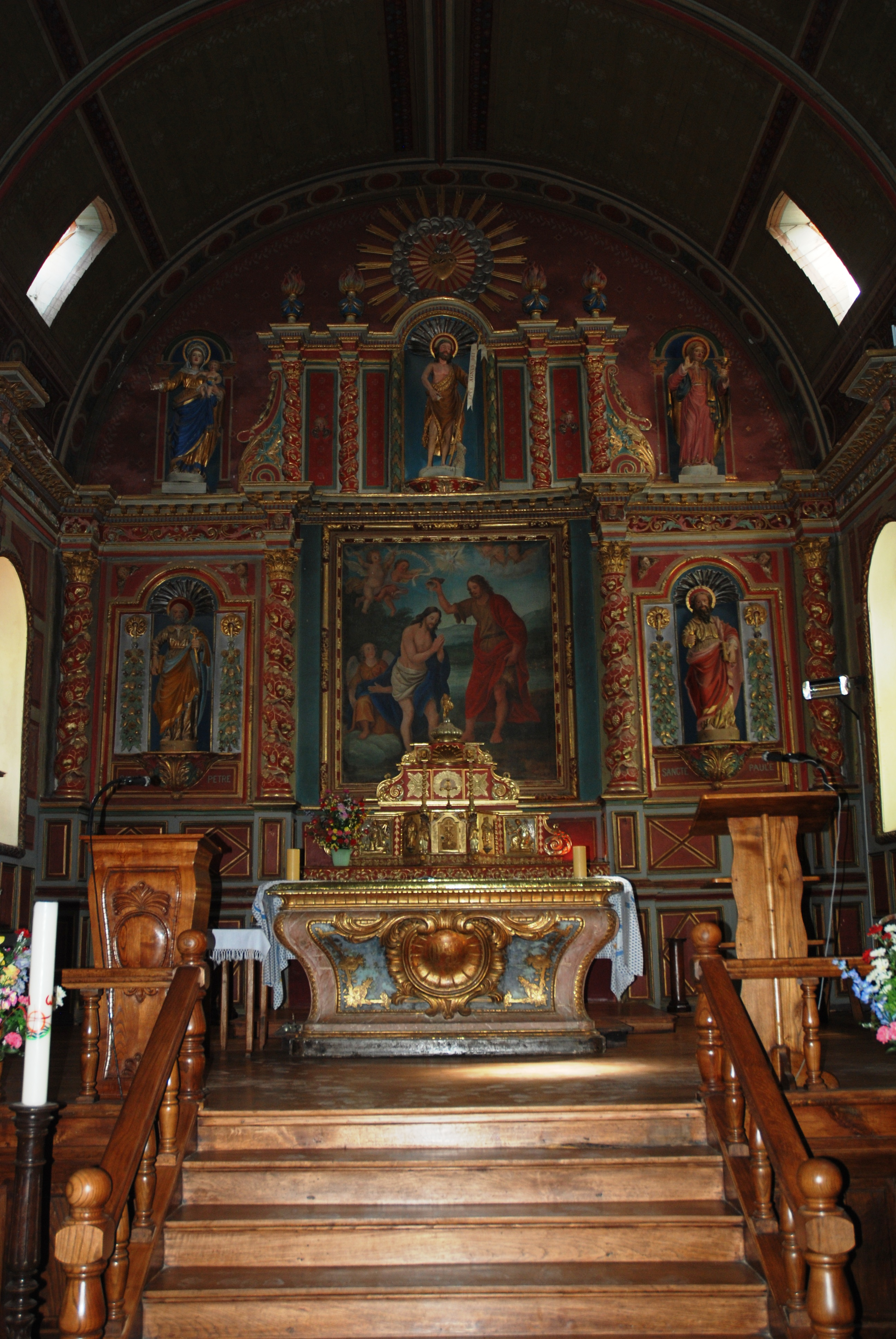
Chor mit Hauptaltar und Retabel

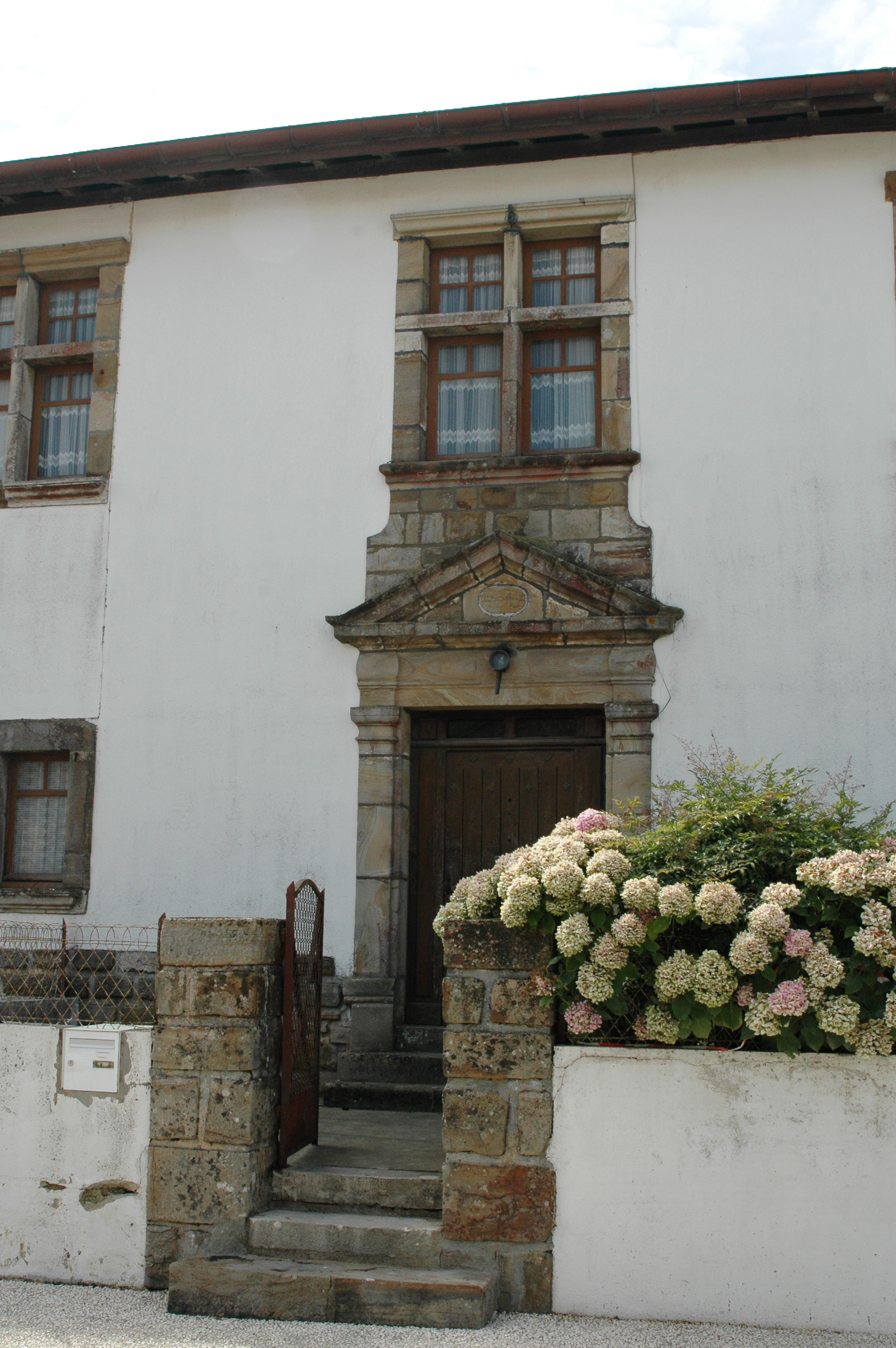
Pfarrhaus

### PfarrkircheSaint-Jean-Baptiste
Sie ist Johannes dem Täufer geweiht. Das Langhaus und der Altarraum sind im 16. Jahrhundert errichtet worden, der Vorraum im 17. Jahrhundert, wie die Jahreszahl „1670“ über dem südlichen Eingang belegt. Der Vorbau und der rechteckige Glockenturm wurden im 19. Jahrhundert hinzugefügt. Die flache Apsis ist hochliegend oberhalb einer halbunterirdischen Sakristei.
Im Kircheninnern umsäumt eine aus zwei Ebenen bestehende Empore das einschiffige Langhaus auf drei Seiten. Außergewöhnlich ist die Kanzel, die nachträglich in die Empore integriert wurde. Sie ist aus dunklerem Holz gearbeitet und ist älter als der Rest der Empore. Sie stammt vermutlich aus dem 18. oder 19. Jahrhundert und zeigt gleichzeitig Einflüsse der Gotik und der französischen Klassik. Der Zugang zur Kanzel erfolgt nicht mehr über eine separate, traditionelle Treppe wie vor dem Bau der Empore, sondere über diese selbst.
Die Kirche zeigt im Chor gleich drei Altarretabel rund um den Altar in einem Gesamtwerk, eins an der flachen hinteren Wand, je ein weiteres an den Seitenwänden. Ihre Anfertigung geschah in mehreren Etappen. Im Jahre 1710 wurde Jean Dartiguecave mit der Arbeit beauftragt. Vier Jahre später wurden seinem Bruder Bernard die Goldauflagen und Malereien übertragen. Zur gleichen Zeit hat ein lokaler Künstler, Jean Héguy, drei Gemälde angefertigt, die die Farbtöne rot, blau und grün bestimmen. Auf dem Hauptretabel in der Mitte wird die Taufe Jesu durch Johannes dargestellt. Statuen der Heiligen Petrus und Paulus sind links und rechts des Gemäldes in einer Nische zu sehen. Auf der darüberliegenden Ebene des Retabels gibt es weitere Statuen. Johannes der Täufer ist hierbei in der Mitte zu erkennen, flankiert von Maria mit Jesuskind und einem Heiligen mit einem Kelch in seiner Hand, bei dem es sich vermutlich um den Apostel Johannes handelt. Der Altar aus Holz mit geschwungener Form ist vergoldet und bemalt. Er ist mit einer großen Kartusche in der Mitte seiner Vorderseite verziert. Auf ihm steht der Tabernakel, ausgeschmückt mit zwei Flachreliefs, die die Verkündigung des Herrn illustrieren, sowie fünf Statuetten der Heiligen Peter und Paul, zwei Engeln und des wiederauferstandenen Christus. Alle drei Retabel sind seit 2006 als Monument historique  klassifiziert.
Das Retabel auf der linken Seite wird strukturiert von einem Fries mit Pflanzenrankwerk und Cherubinen, das von Schlangensäulen getragen wird, die mit Weintrauben verschönert sind. Oberhalb des Gesims ist ein halbrundes Medaillon mit einem Cherub im Flachrelief zu sehen. Das Retabel ist von zwei großen Voluten mit Blattwerk flankiert. Das zentrale Ölgemälde mit den Maßen 2,05 m in der Höhe und 1,48 m in der Breite zeigt Maria mit dem Jesuskind auf ihrem Schoß, die dem vor ihr niederknienden heiligen Dominikus den Rosenkranz überreicht. Diese Szene spielt auf die Missionierung der Katharer an, mit der Papst Innozenz III. Dominikus im 13. Jahrhundert beauftragte. In der rechten unteren Ecke des Bildes ist ein Hund mit einer Fackel rechts neben einem Globus zu erkennen. Dieses Motiv spielt auf einen Traum von Dominikus Mutter an, die der Legende nach die Vision eines Hundes hatte, der eine Fackel hält, mit der er das Feuer auf die Welt verbreitet. Die Wahl des Motivs zeigt einen iberischen künstlerischen Einfluss, der mit der Herkunft Dominikus aus Kastilien einhergeht.
Das Retabel auf der rechten Seite ist bis auf das zentrale Gemälde eine Kopie des Werkes auf der linken Seite. Das Ölgemälde mit den Maßen 2,15 m in der Höhe und 1,45 m in der Breite zeigt die heilige Katharina von Alexandrien. Sie tritt auf das Zahnrad ihrer Folter, einen bekrönten Männerkopf, vermutlich des römischen Kaisers Maximian, und das Schwert ihrer Enthauptung. Der Scharfrichter, der die Scheide des Schwerts noch in seiner Händ hält, ist zu Boden gefallen. Die Heilige hebt ihren Blick auf einen Engel, der eine Krone in Form eines Rings über ihren Kopf hält. Hinter ihr schwenkt ein zweiter Engel flammende Blitze.
Die Kirche besitzt ein Vortragekreuz aus Gelb- und Weißgold gearbeitet, das aus dem 17. oder 18. Jahrhundert datiert.

### Pfarrhaus
Anhand bestimmter Merkmale und seiner Struktur datiert das Haus vermutlich aus dem 19. Jahrhundert. Der Eingang wird eingerahmt von zwei Säulen und einem neoklassischen Dreiecksgiebel. Die Einfassungen der Fenster aus Steinen bringen ebenfalls den Baustil des 19. Jahrhunderts zum Ausdruck. Heute ist das Haus nicht mehr die Wohnung des Pfarrers, sondern es werden dort Gästezimmer angeboten.

### Schloss Orartetxea
Im Mittelalter gab es eine Burg, die der Familie Oregai gehörte, die der Gemeinde ihren Namen gab. Schrittweise nahm der Wohnsitz der Grundherrenfamilie den Namen Orartetxea an, die dem späteren Schloss gegeben wurde, das im 17. Jahrhundert im Renaissance-Stil errichtet wurde. Das heutige große Gebäude mit einer rosa Fassade und blauen Fensterläden birgt das historische Archiv der Gemeinde, vor allem Aufzeichnungen über die Zeit der Hugenottenkriege, als sich die Adelsfamilien gegen ihre Königin Jeanne d’Albret auflehnten.

## Wirtschaft und Infrastruktur

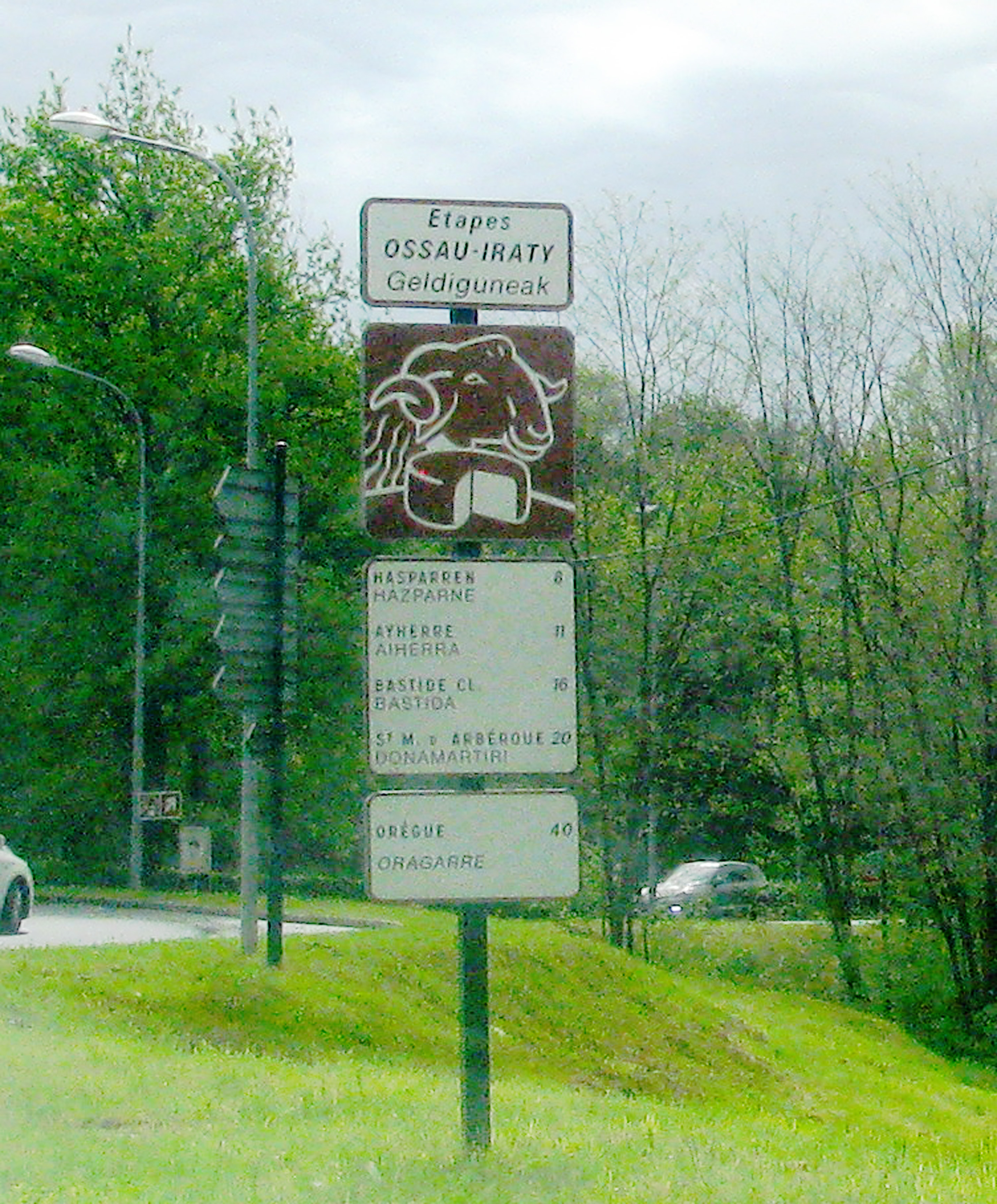
Hinweisschild auf der Route des Ossau-Iraty

Die Landwirtschaft ist traditionell der wichtigste Wirtschaftsfaktor der Gemeinde. Es wird vor allem Mais angebaut und Vieh gezüchtet. Orègue liegt in den Zonen AOC des Ossau-Iraty, eines traditionell hergestellten Schnittkäses aus Schafmilch, sowie der Schweinerasse und des Schinkens „Kintoa“.

### Sport und Freizeit
Ein Rundweg zu Fuß oder mit dem Fahrrad mit einer Länge von 8 km und einem Höhenunterschied von 160 m führt vom Ortsteil Laharanne der Gemeinde über Hügel und Wäldern.

### Verkehr
Orègue ist erreichbar über die Routes départementales 123, 156, 246 und 318.

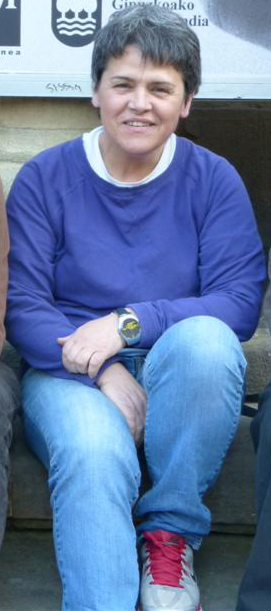
Itxaro Borda 2013

## Persönlichkeiten
- Jean Errecart, geboren am 12. Juli 1909 in Orègue, gestorben am 17. Januar 1971 in Paris, war französischer Politiker und u. a. Vertreter des Kantons Saint-Palais im Generalrats des Départements von 1945 bis 1971.

- Itxaro Borda, oder Bernadette Borda, geboren am 29. März 1959 in Bayonne, ist eine Autorin von Erzählungen, Romanen, Gedichten und Essays in baskischer Sprache. Ihre Familie kommt ursprünglich aus Orègue.